# Ogovia bolengensis
Ogovia bolengensis là một loài bướm đêm trong họ Noctuidae.